# Ministerio de Relaciones Exteriores (Grecia)
La política exterior de Grecia está dominada por las relaciones con la vecina Turquía, -con la que sigue manteniendo diferencias sobre la traza de la frontera en el Mar Egeo y la ocupación ilegal de Chipre- y por las relaciones con Macedonia del Norte, con quien la diferencia sobre la utilización del nombre "Macedonia" permanece. 
La República Helénica ha desarrollado muchos acuerdos con países de Latinoamérica sobre una gran variedad de temas: comerciales, culturales, científicos, etc. Aun así, la mayoría de las relaciones están conducidas por la Unión Europea. Las comunidades de griegos que viven en estos países favorecen una mayor relación internacional, pero en los últimos años, muchos volvieron a Grecia por razones económicas. 
Grecia tiene embajadas (con acreditación mayoritaria de otros países) en: Cuba (Habana), Venezuela (Caracas), Perú (Lima), Uruguay (Montevideo), Argentina (Buenos Aires), Brasil (Brasilia), México (Ciudad de México), Chile (Santiago)
Grecia es observador en la Organización de los Estados Americanos. 
Los siguientes países tienen respectivas embajadas en Atenas: Argentina, Brasil, Chile, Cuba, México, Panamá, Perú, Uruguay y Venezuela.
Estos países están acreditados a través de Grecia en otros países: Bolivia (Roma), República Dominicana (Roma), El Salvador (Roma), Guatemala (Santo Sede), Haití (Roma), Jamaica (Ginebra), Nicaragua (Roma), Paraguay (Roma), Colombia (Roma), Ecuador (Budapest), Costa Rica (Roma).
España y Grecia tienen excelentes relaciones en todos los aspectos (económico, cultural, científico, etc.) y  a cualquier nivel desde la incorporación de España a la Unión Europea. 

## Lista de Ministros de Relaciones Exteriores de Grecia
- Datos: Q3125291
- Multimedia: Ministry of Foreign Affairs (Greece) / Q3125291